# Kalagonda, Byadgi
Kalagonda là một làng thuộc tehsil Byadgi, huyện Haveri, bang Karnataka, Ấn Độ.